# Fitomelanina

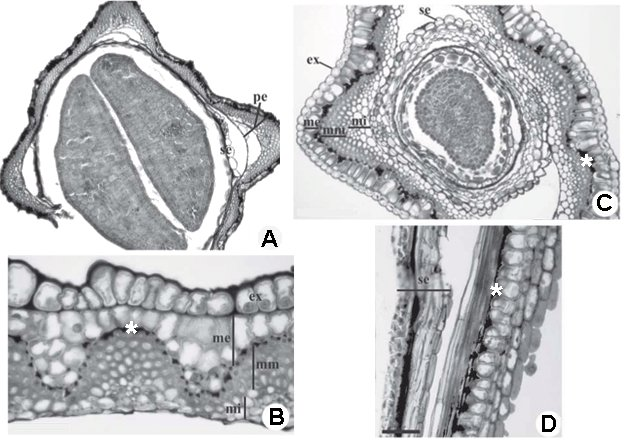
Morfoanatomia del frutto di Bidens gardneri (A-B) e Bidens pilosa (C-D). Gli asterischi bianchi indicano lo strato di fitomelanina.

In botanica, la fitomelanina è uno strato duro, resistente, di colore nerastro, che si trova nel pericarpo delle  cipsele di alcune piante della famiglia delle Asteraceae.
Si tratta di una massa organica, acellulare, che non ha una propria struttura, ma si adatta alla morfologia degli spazi intercellulari tra l'ipoderma e lo sclerenchima. Negli acheni immaturi lo strato è plastico e soffice, divenendo rigido a maturazione del frutto.
La fitomelanina è altamente resistente alla decomposizione batterica, così come all'attacco da parte degli insetti; in particolare garantisce resistenza contro le larve delle falene dei girasoli (Homoesoma spp.)
È presente in particolare nelle specie appartenenti al clade Phytomelanic cipsela, che comprende le tribù Coreopsideae, Bahieae, Chaenactideae, Tageteae, Neurolaeneae, Polymnieae, Heliantheae, Millerieae, Madieae, Perityleae e Eupatorieae.